# موریس کلیپل
موریس کلیپل (فرانسوی: Maurice Klippel‎؛ ‏ ۳۰ مهٔ ۱۸۵۸ – ۲۰ ژوئیهٔ ۱۹۴۲) پزشک اهل فرانسه بود که بابت توصیف سندرم کلیپل–ترینونه و سندرم کلیپل–فایل شناخته می‌شود. او مقالاتی را در مورد طیف گسترده‌ای از موضوعات پزشکی منتشر کرد و شناخته شده‌ترین آثار مکتوب او، در زمینه‌های عصب‌شناسی و روان‌پزشکی است. رساله‌های او در مورد سیفلیس عصبی، تومور مغزی و آبسه مغزی در کتاب ۱۰ جلدی «رساله در طب و درمان» (۱۹۰۱) اثر پل بروآردل و اوگوستان نیکلا ژیلبر منتشر شد.
وی همچنین برندهٔ جوایزی همچون نشان لژیون دونور شده است.